# Agrilus asiaticus
Agrilus asiaticus (лат.) — вид узкотелых жуков-златок.

## Распространение
Россия (Приморский край), Вьетнам, Китай, Лаос.

## Описание
Длина тела взрослых насекомых (имаго) 5,7—8,9 мм. Пронотум с глубокой медиальной вдавленностью, вершины надкрылий с опушенными отметинами. Тело узкое, основная окраска со спинной стороны тёмно-бронзовая с зеленоватым отблеском. Переднегрудь с воротничком. Боковой край переднеспинки цельный, гладкий. Глаза крупные, почти соприкасаются с переднеспинкой. Личинки развиваются на различных лиственных деревьях. Встречаются с апреля по август на высотах от 300 до 3000 м. Валидный статус был подтверждён в ходе ревизии, проведённой в 2011 году канадскими колеоптерологами Эдвардом Йендеком (Eduard Jendek) и Василием Гребенниковым (Оттава, Канада).